# ハフィーズッラー・アミーン
ハフィーズッラー・アミーン（パシュトー語: حفيظ الله امين、Hafizullah Amin、1929年8月1日 - 1979年12月27日）は、アフガニスタンの政治家、第2代革命評議会議長。カーブル刑務所長の息子。パシュトゥーン人、ギルザイ部族連合ハルティ（ハロティ）部族出身。日本のメディアにおいてはアミンとも表記されていた。

## 経歴
カーブル近郊のパグマーンに生まれる。父は獄長。高等教育学校を卒業し、カーブル大学で理学士号を取得する。大学卒業後、カーブルの貴族学校「イブン・シーナ」の講師、副校長、校長となった。
1957年、ニューヨークのコロンビア大学に留学し、1958年に同大学で理学士号を取得する。1962年、再びコロンビア大学大学院に留学し、1965年に理学修士号を取得し帰国した｡
帰国後は、カーブル大学で講師を務めた。1966年からアフガニスタン人民民主党党員。1968年、同党のハルク派は、アミーンを「ファシスト」呼ばわりして、党員候補に格下げした。1969年、下院議員。1977年、党中央委員会委員。
1979年3月29日から副首相。9月14日に革命評議会議長（国家元首）兼首相のヌール・ムハンマド・タラキーを襲撃して失脚させ（暗殺したとされる）、9月16日から革命評議会議長、アフガニスタン人民民主党中央委員会書記長に就任した。就任当初、聖職者に対して穏健な政策を取ったが、効果がないことを知って大規模な弾圧に転じた。
イスラム原理主義者は、アミーンに対してジハードを宣言し、南部のパクティヤー州は、事実上、ムジャーヒディーンの支配下に入った。
1979年12月27日、大統領宮殿を襲撃したソ連KGBの特殊部隊員により殺害される（嵐333号作戦）。